# علي بن أجود الجبري
ٱلسُّلۡطَانُ عَلِيُّ بۡنُ أَجۡوَدٍ ٱلۡجَبۡرِيُّ سابع حُكَّام الدولة الجبرية، تولى حُكم الدولة خلفًا لابن أخيه مقرن بن زامل الجبري مدة شهرين ولا تذكر المصادر شيئًا عن طبيعة حُكمه.

### فهرس المراجع
منشورات
عربيَّة
1. ↑  الخالدي (2011)، ص. 41.

### بيانات المراجع (مُرتَّبة حسب تاريخ النشر)
الكُتُب
العربيَّة
- خالد بن عزام بن حمد الخالدي؛ إيمان بنت خالد الخالدي (2011). السلطنة الجبرية: في نجد و شرق الجزيرة العربية (ط. 1). بيروت: الدار العربية للموسوعات. ISBN:978-9953-563-16-9. LCCN:2011332519. OCLC:705005796. OL:25365932M. QID:Q120997896.

| ألقاب ملكية       | ألقاب ملكية              | ألقاب ملكية       |
| ----------------- | ------------------------ | ----------------- |
| سبقه مقرن بن زامل | سُلطان الجبور 1521 - 1521 | تبعه ناصر بن محمد |